# 日帝強制動員被害者・日本軍慰安婦の人権政党
日帝強制動員被害者・日本軍慰安婦の人権政党（にっていきょうせいどういんひがいしゃ・にほんぐんいあんふのじんけんせいとう、仮称）は、かつて大韓民国（韓国）で結党される予定であった政党である。その後行こう!平和人権党の名称で結党された。

## 概要
旧日本軍の元従軍慰安婦及びその遺族のみ入党が認められる政党で、日本国政府への補償（約1億1千万円）要求などを目的としている。「日帝」とは、朝鮮半島を統治していた時の日本の国号「大日本帝国」の略称である。

## 沿革
- 2016年2月3日 - ソウルの日本大使館付近で結党を発表[1]。
- 2016年3月1日 - 結党を発表した場所で中央党創党大会を開催[1]。
- 2016年3月 - 行こう!平和人権党（朝鮮語: 가자!평화인권당）の名称で結党[4]。